# الخطوط الوطنية الكويتية
شركة الخطوط الوطنية الكويتية (ش.م.ك) هي شركة طيران كويتية خاصة، يقع المقر الرئيسي للشركة في العاصمة الكويت، وتتخذ من مبنى الشيخ سعد للطيران العام بمطار الكويت الدولي مركزاً لعملياتها، تأسست سنة 2005 وبدأت رحلاتها رسمياً في يناير 2009 برحلات على متن طائرة واحدة من طراز إيرباص A320، وهي بذلك توفر رحلات جوية ذات رفاهية عالية إلى دول الخليج العربي والشرق الأوسط.
بدأت شركة الطيران عملياتها في يناير 2009، تم علقت جميع عملياتها في عام 2011 بسبب الصعوبات المالية. لكن في يوليو من عام 2017 رجعت الشركة للعمل مرة أخرى. حصلت شركة الطيران على المركز الثاني بين شركات النقل في الشرق الأوسط في خدمة الموظفين المتميز في عام 2010 من المسح السنوي سكايتراكس.

## التأسيس
تأسست شركة الخطوط الوطنية الكويتية بعد قرار حكومة الكويت تحرير قطاع الطيران المدني وذلك سنة 2005، برأس مال يبلغ 50 مليون دينار كويتي (500 مليون سهم) وقد ساهمت العديد من شركات القطاع الخاص في إنشاء الشركة مثل «بيت التمويل الخليجي» وشركة مشاريع الكويت، ثم قامت الشركة عام 2006 بطرح 350 مليون سهم للاكتتاب العام وتعادل هذه الاسهم نحو 70% من رأسمال الشركة.
بدأت الشركة بعد ذلك مرحلة التخطيط وتأسيس شركة الطيران. وادرجت الشركة في سوق الكويت للأوراق المالية عام 2008. وبدأت الشركة أولى رحلاتها التجارية عام 2009. وفي 16 مارس 2011 أوقفت الشركة جميع رحلاتها.

## تعليق الرحلات
اعلنت الخطوط الوطنية تعليق رحلاتها التجارية ابتداء من 16 مارس 2011 بسبب عدم توافر أرضية ملائمة للعمل وفق أسس تجارية عادلة، ونتيجة للأوضاع الإقليمية اقتصادياً وسياسياً وأمنياً وأثر ذلك على تسيير العمليات التجارية لها.

## الأسطول
أسطول الخطوط الوطنية
| نوع الطائرة        | المجموع | عدد الركاب | الطلبيات |
| ------------------ | ------- | ---------- | -------- |
| إيرباص إيه 320-200 | 5       | 122        | 2        |